# Rădăuți
Rădăuți (německy Radautz, maďarsky Radóc, polsky Radowce, ukrajinsky Радівці, Radivci) je město v Rumunsku v župě Sučava. Nachází se blízko hranice s Ukrajinou, asi 35 km severozápadně od Sučavy, 181 km severozápadně od Jasů a asi 474 km severovýchodně od Bukurešti. V roce 2011 žilo ve městě 23 822 obyvatel, Rădăuți je tak třetím největším městem župy Sučava.
První písemná zmínka o městě pochází z roku 1392. V letech 1918 až 1950 bylo Rădăuți hlavním městem již neexistující župy Rădăuți. Jižně od města protéká řeka Sucevița (levostranný přítok řeky Sučavy). Kompletní silniční obchvat města tvoří silnice DNCRD. Ve městě se nachází zoologická zahrada. Vzhledem k rozličnému náboženství obyvatelstva je zde velké množství kostelů a chrámů.